# Marion G. Romney
Marion George Romney (Colonia Juárez, 19 de setembro de 1897 – Salt Lake City, 20 de maio de 1988) foi apóstolo e membro da Primeira Presidência da Igreja de Jesus Cristo dos Santos dos Últimos Dias (Igreja SUD).
Romney nasceu em Colonia Juárez, Chihuahua, México, onde viveu até aproximadamente os 15 anos de idade. Com o advento da Revolução Mexicana, a família Romney foi obrigada a imigrar para os Estados Unidos em 1912. Romney viveu o resto de sua juventude na Califórnia e em Idaho.
Romney foi o segundo de dez filhos.  Sua irmã mais nova, Lurlene Romney Cheney, se converteu ao catolicismo e entrou para uma ordem religiosa como Irmã Mary Catherine, uma freira carmelita no Monastério Carmel of the Immaculate Heart of Mary em Holladay, Utah.
De 1920 a 1923, Romney serviu como missionário da Igreja SUD na Austrália. Ao retornar, ele frequentou Universidade Brigham Young por um ano, e casou-se com Ida Jensen no Templo em Salt Lake em 12 de setembro de 1924.
Romney foi por 47 anos autoridade geral da Igreja SUD. Começou como um dos primeiros cinco Assistentes do Quórum dos Doze Apóstolos chamados para o novo cargo em 1941. Em 1951, ele foi chamado para o Quórum dos Doze. Em 1960, Romney ajudou a desenvolver o programa de ensino familiar da Igreja SUD.
Após a morte do Segundo Conselheiro do Presidente da Igreja, Harold B. Lee, em 1973, Spencer W. Kimball se tornou o presidente da igreja e manteve Romney como o Segundo Conselheiro. Em 1.º de junho de 1978, com a Primeira Presidência, Kimball, N. E. Tanner e Romney anunciaram a Revelação do Sacerdócio de 1978, na qual foram removidas todas as restrições raciais que anteriormente diziam respeito ao sacerdócio, canonizada como "Declaração Oficial 2" em Doutrina e Convênios.
Romney morreu de causas naturais em sua casa em Salt Lake City aos 90 anos. Romney foi enterrado em Wasatch Lawn Memorial Park, Salt Lake City, ao lado de sua esposa, falecida aproximadamente 10 anos antes.